# Filistata
Filistata insidiatrix (Forsskål, 1775)
Filistata és un gènere d'aranyes araneomorfes de la família dels filistàtids (Filistatidae). Fou descrit per primera vegada l'any 1810 per Pierre André Latreille.
Es troba principalment des d'Euràsia fins a Àfrica del Nord i les Illes Canàries. Una espècies viu a Mèxic.

## Taxonomia
Segons el World Spider Catalog amb data de 22 de febrer de 2019 hi ha reconegudes les següents espècies:
- Filistata canariensis Schmidt, 1976 – Illes Canàries
- Filistata chiardolae Caporiacco, 1934 – Karakorum
- Filistata gibsonhilli Savory, 1943 – Illes Christmas
- Filistata gomerensis Wunderlich, 1992 – Illes Canàries
- Filistata insidiatrix (Forsskål, 1775) (espècie tipus) – Mediterrani dins a Turkmenistan, Illes Cap Verd
- Filistata lehtineni Marusik & Zonstein, 2014 – Azerbaidjan, Iran
- Filistata longiventris Yaginuma, 1967 – Japó
- Filistata maguirei Marusik & Zamani, 2015 – Iran
- Filistata marginata Kishida, 1936 – Taiwan, Japó
- Filistata napadensis Patel, 1975 – Índia
- Filistata pseudogomerensis Wunderlich, 1992 – Illes Canàries
- Filistata puta O. Pickard-Cambridge, 1876 – Nord d'Àfrica, Síria
- Filistata pygmaea  Zonstein, Marusik & Grabolle, 2018 – Portugal
- Filistata rufa Caporiacco, 1934 – Karakorum
- Filistata seclusa O. Pickard-Cambridge, 1885 – Yarkand, Karakorum, Himàlaia
- Filistata tarimuensis Hu & Wu, 1989 – Xina
- Filistata teideensis Wunderlich, 1992 – Illes Canàries
- Filistata tenerifensis Wunderlich, 1992 – Illes Canàries
- Filistata xizanensis Hu, Hu & Li, 1987 – Tibet